# Gukesh Dommaraju
Gukesh D (n. 29 mai 2006, Chennai, Tamil Nadu, India), cunoscut și ca Gukesh Dommaraju, este un mare maestru la șah indian, actualul campion mondial de șah. Este cel mai tânăr campion mondial de șah și cel mai tânăr câștigător al Turneului Candidaților. A fost, de asemenea, al treilea cel mai tânăr mare maestru, al treilea cel mai tânăr care a atins un rating de șah de 2700, cel mai tânăr care a atins un rating de 2750 și al optsprezecelea cel mai bine cotat jucător din istorie, cu un rating maxim de 2794. A câștigat o medalie de aur pe echipe și două medalii de aur individuale la cea de-a 45-a Olimpiadă de șah din 2024, precum și o medalie de bronz pe echipe. Gukesh este, de asemenea, medaliat cu argint la Jocurile Asiatice.
La Campionatul Mondial de Șah 2024, Gukesh l-a învins pe Ding Liren cu 7½ la 6½, devenind al 18-lea campion mondial la șah și câștigând 3 partide din 14. La nivel de juniori, el este multiplu medaliat cu aur la Campionatul Mondial de Tineret și la Campionatul Asiatic de Tineret.

## Viața timpurie

### Nașterea și origini
Gukesh s-a născut pe 29 mai 2006 în Chennai, într-o familie Telugu din Andhra Pradesh. Mama sa, Padma, este microbiolog, în timp ce tatăl său, Rajinikanth, este chirurg ORL. A învățat să joace șah la vârsta de șapte ani. A studiat la Velammal Vidyalaya School, în Mel Ayanambakkam, Chennai.
Familia lui Gukesh provine din satul Chenchuraju Kandriga, lângă Satyavedu, în districtul Tirupati din Andhra Pradesh. Bunicul său Shankar Raju s-a născut și a crescut în Chenchuraju Kandriga și a lucrat la Căile Ferate Indiene. Fiul său, Rajinikanth, s-a stabilit ulterior în Chennai pentru a urma o carieră medicală și s-a căsătorit acolo cu Padmavathi. Familia deține proprietăți în Chenchuraju Kandriga, unde Shankar Raju este stabilit în prezent.

### Începuturile în șah
Gukesh a pornit în călătoria sa în șah în 2013, începând cu sesiuni structurate de o oră ținute de trei ori pe săptămână. Din 2017 până în 2018, mama sa a devenit singurul întreținător al familiei, după ce tatăl său și-a dat demisia pentru a călători cu Gukesh pentru diverse turnee. În măsura în care familia s-a confruntat cu dificultăți financiare, Gukesh a fost sponsorizat de prietenii părinților săi în acea perioadă. Talentul său extraordinar fiind recunoscut instituțional de timpuriu, a fost beneficiarul ecosistemului robust de șah indian, poate cel mai bun din lume, încă din timpul școlii.

## Rezultate selectate
|                        | Rating | Jocurile meciului | Jocurile meciului | Jocurile meciului | Jocurile meciului | Jocurile meciului | Jocurile meciului | Jocurile meciului | Jocurile meciului | Jocurile meciului | Jocurile meciului | Jocurile meciului | Jocurile meciului | Jocurile meciului | Jocurile meciului | Puncte |
| 1                      | Rating | 2                 | 3                 | 4                 | 5                 | 6                 | 7                 | 8                 | 9                 | 10                | 11                | 12                | 13                | 14                |                   | Puncte |
| ---------------------- | ------ | ----------------- | ----------------- | ----------------- | ----------------- | ----------------- | ----------------- | ----------------- | ----------------- | ----------------- | ----------------- | ----------------- | ----------------- | ----------------- | ----------------- | ------ |
| Gukesh Dommaraju (IND) | 2783   | 0                 | ½                 | 1                 | ½                 | ½                 | ½                 | ½                 | ½                 | ½                 | ½                 | 1                 | 0                 | ½                 | 1                 | 7½     |
| Ding Liren (CHN)       | 2728   | 1                 | ½                 | 0                 | ½                 | ½                 | ½                 | ½                 | ½                 | ½                 | ½                 | 0                 | 1                 | ½                 | 0                 | 6½     |